# Dolmen de la Gran Encina
Der Dolmen de la Gran Encina (auch La Encina, Dehesa de Montehermoso 11 – (deutsch „große Eiche“) genannt), der westlich von Montehermoso bei Caceres in der Provinz Cáceres in der Extremadura in Spanien liegt, ist eine steinzeitliche Megalithanlage. 
Der Dolmen hat eine runde Kammer aus eng stehenden Monolithen mit langem, breitem, etwas außermittig ansetzendem Gang. Der Deckenausbau ist nicht erhalten. Der Dolmen war mit einem Erdhügel bedeckt, von dem die Reste dreier oder vierer konzentrischer Kreise aus Megalithen partiell enthalten sind. Die runde Kammer, die Ähnlichkeiten mit den Dolmen Cerro de la Barca und Lácara aufweist, ist ihres einst deckenden Hügels beraubt.
In der Nähe liegen die Dolmen del Tremedal und der Gran Dolmen.